# Cerberus (Marte)
Cerberus  è una caratteristica di albedo della superficie di Marte.
Prende il nome da Cerbero, il cane tricefalo guardiano degl'inferi nella mitologia greca.